# Mandobius regalis
Genre
Espèce
Mandobius regalis, unique représentant du genre Mandobius, est une espèce de copépodes de la famille des Rhynchomolgidae.

## Distribution
Cette espèce est endémique de Nouvelle-Calédonie. Elle se rencontre dans l'océan Pacifique.
Ce copépode est associée au scléractiniaire Pectinia lactuca.

## Publication originale
- Humes, 1991 : Mandobius regalis gen. et sp. n. (Copepoda: Poecilostomatoida: Lichomolgidae) associated with the coral Pectinia lactuca in New Caledonia. Zoologica Scripta, vol. 20, no 3, p. 277-282.